# Първи гаубичен полк
Първи гаубичен полк е български гаубичен артилерийски полк, формиран през 1915 година, взел участие в Първата световна война (1915 – 1918).

## История
Първи гаубичен полк е формиран на 14 януари 1915 г. в София от 2-ри, 4-ти и 7-и артилерийски полкове и в състава му влизат четири гаубични батареи. Съгласно предписание № 57 от 1915 г. на 1-ва пехотна софийска дивизия, 1-во, отделение от полка, въоръжено с 12-см скорострелни гаубици квартирува в София, а 2-ро гаубично отделение, въоръжено с 12-см нескорострелни гаубици, квартирува във Враца. Мобилизиран на 11 септември (24 септември нов стил) и се развръща и формира щаб, 1-во скорострелно отделение от 1-ва, 2-ра и 3-та скорострелна батарея, 2-ро нескорострелно отделение от 4-та, 5-а и 6-а нескорострелна батерея, паркова батарея, нестроевеи и продоволствен взвод. На 24 септември 1915 г. полкът, заедно с 1-ви тежък софийски артилерийски полк влизат в състава на новосформираната 1-ва тежка артилерийска бригада.
При намесата на България във войната полкът разполага със следния числен състав, добитък, обоз и въоръжение:
| Числен състав                                       | Добитък                | Обоз                                  | Въоръжение                      |
| --------------------------------------------------- | ---------------------- | ------------------------------------- | ------------------------------- |
| Офицери: 22 Чиновници: 2 Подофицери и войници: 1419 | Коне: 1039 Волове: 140 | Обикновени коли: 156 Товарни коли: 24 | Пушки и карабини: 85 Оръдия: 23 |

Полкът взема участие в Първата световна война (1915 – 1918), като участва в боевете при Цариброд, с. Петърлаш, с. Ново Село, град Бяла Паланка, град Радовиш, с. Памукчии и с. Ясътепе. През месец септември 1916 г. полка се премества на румънския фронт, където взема участие в боевете при с. Антимово, при с. Кузгун, с. Адам-Клисе, гр. Черна вода, с. Балтаджещи, с.Максинени. Полка се връща от Румънския фронт и на 24 март е в град Бяла, а на 1 април е в София откъдето заминава на 8 април за Кавала. От 11 септември 1915 г. до 20 септември 1917 г. командир на 2-ра батарея от полка е капитан Владимир Заимов. На 30 ноември 1917 г. от позиционните батареи позиционните батареи на 10-и, 20-и и 1-ви гаубичен полк, Софийския и Видинския тежък артилерийски полк се формира 5-и тежък артилерийски полк. На 7 октомври 1918 г. полка се връща от Кавала и установява в София, където на 10 октомври 1918 г. е демобилизиран. На 14 октомври 1918 г. е разформиран.

## Командири
- Подполковник (полк. от 01.10.1915 г.) Георги Кукурешков (от 1915 г.)